# Мосульське питання

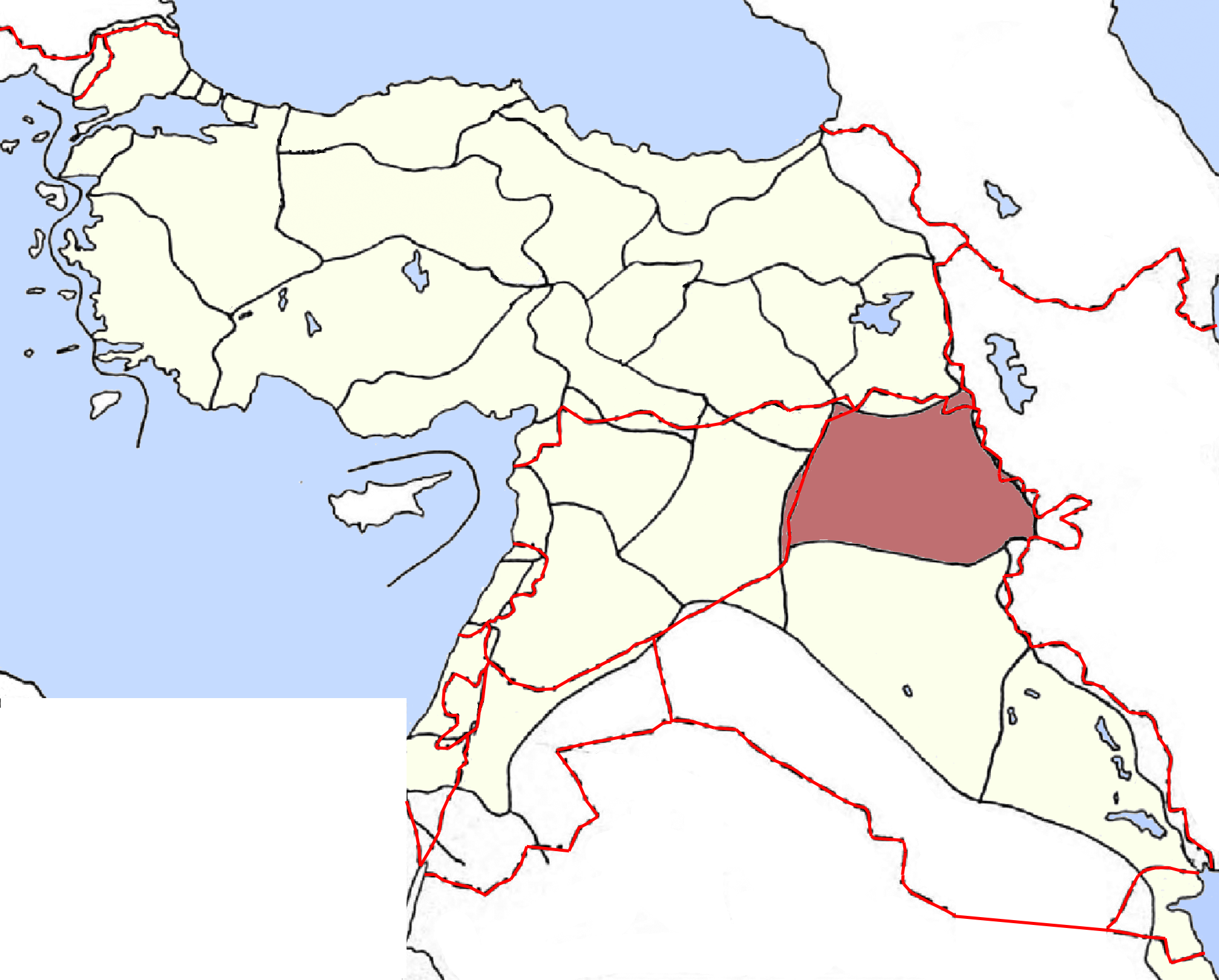
Мосульський вілаєт 1914 року, із накладеними сучасними кордонами

Мосульське питання — територіальний спір на початку ХХ століття між Туреччиною та Сполученим Королівством (пізніше Королівством Ірак) щодо володіння колишнім османським Мосульським вілаєтом.
Від кінця Першої світової війни вілаєт окупувала Велика Британія. Після турецької війни за незалежність нова Турецька Республіка вважала Мосул одним із найважливіших питань, визначених у «національній обітниці». Незважаючи на постійний опір, Британії вдалося вивести це питання на міжнародну арену, применшивши його до прикордонної проблеми між Туреччиною та Іраком.
Рада Ліги Націй призначила слідчу комісію, яка рекомендувала залишити Мосул за Іраком, і Туреччина не без опору пристала на це рішення, підписавши з урядом Іраку Договір про кордон 1926 року. Ірак погодився надати Туреччині на 25 років 10-відсоткові роялті на нафтові родовища Мосула.

## Демографія
Вілаєт мав арабськомовне населення, велике ассирійське сирійськомовне населення та курдськомовне населення і на відміну від сусідів Мосула був набагато більш безпосередньо інтегрований в Османську імперію.. Що стосується релігійних громад, то це були переважно суніти з помітними громадами туркоманів, курдів, ассирійських християн та євреїв загальною чисельністю на початку ХХ століття близько 800 000 осіб. Ці громади та їхні ватажки зазнавали сильного впливу політичної ієрархії, торговельних мереж і судової системи Османської імперії, хоча вони вважали себе самостійними і не повністю контролювалися імперією.

## Економічні ресурси

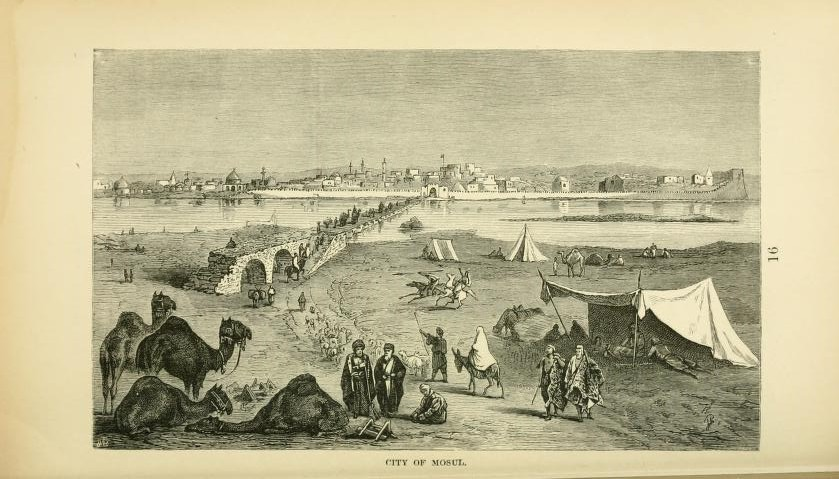
Начерк Мосула 1876 року

У період османського панування Мосул займався виробництвом тонких бавовняних виробів. Відомим товаром у регіоні була нафта, ставши надзвичайно важливою під час Першої світової війни і не втративши цієї ваги до сьогодні. Мосул вважався торговою столицею Османської імперії через своє положення уздовж торговельних шляхів до Індії та Середземного моря; також він вважався політичною підстолицею. 

## Місцева політика
Керівництво постійно потерпало від звинувачень у корупції та некомпетентності, а керівників змінювали з тривожною регулярністю. Крім того, через ці проблеми управління Мосулом покладалося на монарший двір і відомих фаворитів, де кар'єра вищого чиновництва зазвичай визначалася родоплемінними питаннями в їхніх державах.